# Sandra Estberg
Sandra Elisabeth Estberg, född 10 februari 1981 i Nykils församling, Östergötlands län, är en svensk sångerska och sjunger sedan juni 2012 i det svenska dansbandet Martinez.
Hon började som dansbandssångerska 2009 i deltidsdansbandet Nova.

## Biografi
Estberg har studerat musik på Motala musikpegoglinje på Brunnsviks folkhögskola åren 2003–2005. 2005 började hon studera på Musikhögskolan i Göteborg och tog lärarexamen i musik och textilslöjd 2010.
I februari 2010 medverkade hon i Sveriges dansband för Haiti, efter en jordbävning som drabbat Haiti i januari samma år. 
2014 blev Estberg nominerad till Guldklaven i kategorin "Årets sångerska". Samma år vann hon publikpriset Guldsladden i kategorin "Årets sångerska". Hon vann 2016 utmärkelsen "Årets sångerska" i Guldklaven, och mottog detta pris under Dansbandsveckan i Malung.
Den 25 juli 2017 medverkade Estberg som en av fem dansbandsprofiler i SVT:s Allsång på Skansen. 
2018 nominerades hon i Guldklaven som "Årets sångerska". Martinez nominerades även som "Årets dansband" och vann denna titel och mottog priset under Dansbandsveckan i Malung. 
Martinez vann en Grammis 2021 för sitt album Bubbelgum (2020; Atenzia  Records) i kategorin "Årets dansband". Estberg och Dan Strandberg mottog priset på Grammisgalan på Södra Teatern i Stockholm den 3 juni. Hon är sedan 2025 även medlem i bandet Schlagerz.